# Uropachylus gratiosus
Uropachylus gratiosus is een hooiwagen uit de familie Gonyleptidae.